# Constitution du Queensland
Lire en ligne

Consulter

La Constitution du Queensland est le texte législatif qui fixe l’organisation des institutions de l’État du Queensland en Australie.

## Origine
À l'origine, le Queensland n'avait pas, à proprement parler, de Constitution. Les sujets d'importance constitutionnelles étaient présents dans les Acts du Parlement et différentes lois et documents.
Après d'importants débats, consultations et analyses, la Constitution du Queensland 2001 et le Parliament of Queensland Act 2001 durent adopté et entrèrent en vigueur le 6 juin 2002.

## Contenu

### Préambule
Le 3 septembre 2009, le Comité pour la sécurité, la justice et le droit publia le rapport A Preamble for the Constitution of Queensland 2001 qui décrivait ce que devait être le préambule, si le Queensland devait se doter d'un préambule, et de quelle manière celui-ci devait être adopté. Finalement, le préambule de la Constitution fut adopté par le Constitution  (Preamble) Amendment Act 2010 qui est entré en vigueur le 25 février 2010.
Contrairement aux autres Constitutions d'Australie (tant la Constitution fédérale que celles des autres États), la Constitution du Queensland contient les aspirations du peuple du Queensland. Dans les autres Constitutions des États fédérés, les préambules (lorsqu'ils sont présents) énoncent plutôt des procédures.
Dans le cas du Queensland, le préambule ne fait aucune référence à la Couronne britannique, contrairement à la Constitution fédérale, ce qui lui donne un aspect républicain. Cet aspect est renforcé par le point (b) du Préambule, qui dispose :

« Le peuple du Queensland, citoyens libres et égaux d'Australie :
(a) [...]
(b) adopte le principe de souveraineté du peuple, respectant l'état de droit, et le système du gouvernement représentatif et responsable, tel que prévu par la présente Constitution; … »

« The people of Queensland, free and equal citizens of Australia :
(a) [...]
(b) adopt the principle of the sovereignty of the people, under the rule of law, and the system of representative and responsible government, prescribed by this Constitution; … »

Cette référence à la souveraineté populaire exprime l'idée que le peuple se gouverne lui-même, c'est-à-dire que le Gouvernement est au service du peuple. En 1896, Samuel Griffith écrivit : « dans une république, la source directe et nécessaire de toute autorité est le peuple … tandis que dans une monarchie constitutionnelle, l'autorité provient du Souverain »,.
Cependant, le professeur de droit constitutionnel George Williams déclara : « un préambule ne crée pas de droits ou d'obligations substantielles, son aspect symbolique permet l'interprétation de la Constitution elle-même ».
Il convient de noter que le préambule rend hommage aux Aborigènes du Queensland ainsi qu'à ceux originaires des îles du détroit de Torrès et à leurs cultures respectives.

### Chapitre I - Dispositions préliminaires
Le premier chapitre comprend 5 articles.
L'article 1 concerne le nom sous lequel la Constitution doit être cité : « This Act may be cited as the Constitution of Queensland 2001 ». L'habitude, dans les acts du Parlement, est d'ajouter le mot « Act » dans leur nom, ainsi, l’omission du mot « Act » dans le nom de la Constitution permet de la distinguer des autres lois et de reconnaître, par conséquent, son statut de loi fondamentale du Queensland.
L'article 3 explique l'objet de la Constitution : la Constitution rassemble l'ensemble des dispositions constitutionnelles existantes et les modernise. Cependant, certains acts ne sont pas consolidés dans la Constitution car cela requerrait des procédures additionnelles spéciales nécessitant l'approbation du peuple dans un référendum. Ces actes sont : les sections 1, 2, 2A, 11A, 11B, 30, 40 et 53 du Constitution Act 1867, la section 2 du Constitution Act Amendment Act 1890, et les sections 3 et 4 du Constitution Act Amendment Act 1934.
Enfin, l'article 5 explique que les notes (telle que celle qui exclut certaines dispositions de la Constitution consolidée) font partie de la Constitution. De même, certains exemples sont présents dans la Constitution. La valeur législative de ces exemples est déterminée dans les sections 14(3) et 14D de l’Acts Interpretation Act 1954.

### Chapitre II - Parlement

#### Constitution et pouvoirs du Parlement
L'article 6 dispose que la section 2A du Constitution Act 1867 concerne le Parlement du Queensland. Une note explique toutefois que cela ne doit pas être considéré comme altérant les dispositions sur le Parlement qui ré-établiraient le Conseil législatif.
L'article 7 dispose que la section 1 du Constitution Act 1867 concerne l'Assemblée législative.
L'article 8 donne le pouvoir législatif au Parlement du Queensland. À ce sujet, l'article renvoie aux sections 2, 3 et 6 de l’Australia Act 1986 sur les pouvoirs législatifs des Parlements des États et sur la procédure d'adoption de certaines lois par les États.
L'article 9(a) concerne les pouvoirs, droits et immunités de l'Assemblée législative. L'ensemble de ces dispositions sont présentes dans la section 3 du Parliament of Queensland Bill 2001. Entre l'adoption de la Constitution et celle de cette dernière législation, l'article 9(b) dispose que les coutumes, statuts et autres, de la Chambre des communes du Parlement du Royaume-Uni et de ses membres et comités à l'établissement du Commonwealth d'Australie devait être utilisé.
L'article 10 dispose que l'Assemblée législative se compose de membres directement élu par les habitants du Queensland ayant le droit de vote. L'article 11 complète cette disposition en établissant que l'Assemblée législative se compose de 89 membres.
L'article 12 dispose qu'il y a autant de districts électoraux que de membres à l'Assemblée législative. Une note à l'article renvoi à l’Electoral Act 1992 dans lequel est inscrit la procédure de division de l’État en district. Par conséquent, chaque membre à une voix à l'Assemblée.
L’article 14 dispose que le Parlement a le pouvoir d'altéré le système de représentation électorale.
Les articles 10 à 14 reconnaissent la nature démocratique et représentative du Parlement du Queensland.

#### Règles de procédures
L'article 15 donne au Gouverneur le pouvoir de convoquer l'Assemblée et, lorsque le gouverneur le juge nécessaire, de la suspendre ou dissoudre.
L'article 17 dispose que, si le règne du Souverain prend fin, le mandat de l'Assemblée perdure aussi longtemps qu'il aurait duré si cela n'avait pas été le cas. Cependant, le Gouverneur conserve le pouvoir de dissoudre l'Assemblée.
L'article 19 concerne la régularité des sessions de l'Assemblée. Celle-ci doit siéger au moins deux fois par an et le délai entre deux sessions ne doit pas excéder 6 mois.

#### Membres
L'article 21 dispose que, pour être éligible à l'Assemblée législative, une personne doit être un citoyen australien adulte vivant au Queensland, doit répondre aux critères définis dans un Act, ne doit pas être exclu par les dispositions d'un Act. Cet article est complété par les dispositions présentes dans les articles 64 et 72 du Parliament of Queensland Bill 2001 concernant l'éligibilité et l'exclusion des candidats ainsi que la suspension des membres
L'article 22 dispose qu'un membre de l'Assemblée législative doit prêter serment d'allégeance tel que le prévoit le Schedule 1. Le serment est le suivant :

« Moi, ... [nom] ..., promet et fait sincèrement serment [ou, pour une affirmation « promet et affirme sincèrement »] que je serais loyal et fidèle à Sa Majesté ... [nom du Souverain] ... en tant que souverain légitime d'Australie et à ses héritiers et successeurs, conformément à la loi ; de même
Je servirais efficacement et réellement la population du Queensland et remplirais fidèlement les devoirs et les responsabilités d'un membre de l'Assemblée législative, au mieux de mes capacités et conformément à la loi
Que Dieu m'y aide ! [peut être omis si le texte est une affirmation]. »

— Traduction libre du serment d'allégeance.

« I, .. (name).., do sincerely promise and swear (or, for an affirmation—do sincerely promise and affirm) that I will be faithful and bear true Allegiance to Her (or His) Majesty..(name of Sovereign).. as lawful Sovereign of Australia and to Her (or His) heirs and successors, according to law; and
I will well and truly serve the people of Queensland and faithfully perform the duties and responsibilities of a member of the Legislative Assembly to the best of my ability and according to law.
So help me God! (or omitted for an affirmation). »

— Oath or affirmation of allegiance and of office tel qu'inscrit dans le schedule 1
L'article 23 renvoi au chapitre 3, partie 3 pour la désignation des membres de l'Assemblée législatif au poste de ministre ou de ministre suppléant (acting Minister).
D'après l'article 24, le Gouverneur en Conseil peut nommer un membre de l'Assemblée législatif au poste de Secrétaire parlementaire dont les fonctions sont déterminés, selon l'article 25, par le Premier ministre. Les fonctions du secrétaire parlementaire prenne fin le jour suivant les élections générales de l’État selon l'article 26(1) ou dans les circonstances prévues à l'article 26(2).

### Chapitre III - Gouverneurs et gouvernement exécutif

#### Gouverneur
Le Gouverneur de l’État du Queensland doit être nommé par le Souverain lui-même.
Le Constitution Act 1987 fut introduit afin de donner un effet légal aux Lettres patentes faite par Sa Majesté la Reine le 14 février 1986 (proclamé par le Gouverneur le 6 mars 1986). Ces lettres patentes reconstituaient la fonction de Gouverneur en anticipation de l'entrée en vigueur de l’Australia Act 1986 le 3 mars 1986. La section 13 du Constitution Act 1987 suspendit les Lettres patentes de 1986 aussi longtemps que les dispositions du Constitution Act 1987 étaient en vigueur.

##### Nomination
D'après l'article 31 de la Constitution, une personne nommée au poste de gouverneur doit faire accomplir certaines formalités, en présence du juge en chef et de deux conseillers exécutifs, avant d'entreprendre les tâches liées à ses fonctions :
- le candidat retenu doit s'assurer que sa nomination est lu  au siège du gouvernement et publié dans la Queensland Government Gazette de l’État (à Brisbane),
- le candidat retenu doit prêter serment ou affirmer son allégeance.

Le serment du gouverneur est le suivant :

« Moi, ... [nom] ..., promet et fait sincèrement serment [ou, pour une affirmation « promet et affirme sincèrement »] que je serais loyal et fidèle à Sa Majesté ... [nom du Souverain] ... en tant que souverain légitime d'Australie et à ses héritiers et successeurs, conformément à la loi ; de même
Je servirais efficacement et réellement Sa Majesté ... [nom du Souverain] ... au poste du Gouverneur de Queensland (ou, pour un gouverneur suppléant « au poste de Gouverneur suppléant du Queensland ») dans le Commonwealth d'Australie, et remplirait dûment les fonctions et exercerait les pouvoirs de la fonction au meilleur de mes capacités, compétences et connaissances ; de même
Je vais, dans toutes les actions liées à la fonction, dûment et impartialement administrer la justice dans le Queensland.
Que Dieu m'y aide ! [peut être omis si le texte est une affirmation]. »

— Traduction libre du serment d'allégeance.

« I, ..(name).., do sincerely promise and swear (or, for an affirmation—do sincerely promise and affirm) that I will be faithful and bear true Allegiance to Her (or His) Majesty..(name of Sovereign).. as lawful Sovereign of Australia and to Her (or His) heirs and successors, according to law; and
I will well and truly serve Her (or His) Majesty..(name of Sovereign).. in the office of Governor of Queensland (or, for an Acting Governor—in the office of Acting Governor of Queensland) in the Commonwealth of Australia, and will duly perform the functions and exercise the powers of the office according to the best of my ability, skill and knowledge; and
I will, in all things associated with the office, duly and impartially administer justice in Queensland.
So help me God! (or omitted for an affirmation). »

— Oath or affirmation of allegiance and of office tel qu'inscrit dans le schedule 1

##### Fonction
La constitution a abrogé les dispositions sur la fonction de gouverneur contenues dans le Constitution Act 1987 et les Lettres patentes de 1986. Ceci résulte des recommandations faites par la Commission de révision électorale et administrative et le Comité parlementaire de révision administrative, constitutionnelle et légale, car tous les sujets auparavant contenu dans les Lettres patentes de 1986 sont contenus dans la Constitution. De plus la protection fournit par ces actes n'était pas considérée comme suffisamment importante pour empêcher leur amendement ou leur abrogation  par une législature à venir.
La section 7 de l’Australia Act 1986 confirme les statuts et fonctions des Gouverneurs :
- le Gouverneur représente le Souverain dans chaque État,
- tous les pouvoirs et fonctions du Souverain dans chaque État ne peuvent être exercée que par le Gouverneur, cependant :
  - cela ne s'applique au pouvoir de désigner et de mettre fin au mandat du Gouverneur, et
- cela n'empêche pas le Souverain, lorsqu'il est présent en personne dans l’État, d'exercer lui-même ces fonctions; et
- le Premier ministre doit conseiller le Souverain sur les pouvoirs et fonctions qui lui sont attribués dans l’État.

De plus, la section 7 de l’Australia Act 1986 dispose que les pouvoirs et fonctions du Souverain dans chaque État ne peuvent être exercée « que » par le Gouverneur afin d'éviter que le Souverain soit conseillé de passer outre une décision prise par le Gouverneur, ou que le Souverain n'agisse sur un point qui n'a pas encore été soumis au Gouverneur. La section 7 fut encadré de la sorte à la demande de la reine.

##### Fin des fonctions
Un gouverneur verra ses fonctions prendre fin que sur décision du Souverain. Cette décision prend effet lors de la publication dans la Gazette ou à une date ultérieur si la décision le précise.

#### Cabinet
L'article 42(1) de la Constitution crée le Cabinet qui est composé du Premier ministre et des autres ministres. Ce cabinet est responsable devant le Parlement (article 42(2)).

##### Formation du cabinet
Le cabinet est formé de ministères créés par proclamation du gouverneur, puis, par commission, le Gouverneur désigne les ministres correspondant. L'article 42(3) établit que le procureur général (Attorney-General) a le statut de ministre. L'article 42(4) établit que le nombre maximum de ministère est de 19.
Chaque ministre doit prêter serment, devant le gouverneur ou devant une personne désignée par celui-ci, avant de prendre ses fonctions.

« Moi, ... [nom] ..., promet et fait sincèrement serment [ou, pour une affirmation « promet et affirme sincèrement »]  que
Je serais loyal et fidèle à Sa Majesté ... [nom du Souverain] ... en tant que souverain légitime d'Australie et à ses héritiers et successeurs, conformément à la loi ; de même
Je servirais efficacement et réellement la population du Queensland dans la fonction de … [titre du portefeuille] (ou pour un ministre suppléant « suppléant dans la fonction de … [titre du portefeuille] … »).
Que Dieu m'y aide ! [peut être omis si le texte est une affirmation]. »

— Traduction libre du serment d'allégeance.

« I, ...(name)..., do sincerely promise and swear (or, for an affirmation—do sincerely promise and affirm) that
I will be faithful and bear true Allegiance to Her (or His) Majesty..(name of Sovereign).. as lawful Sovereign of Australia and to Her (or His) heirs and successors, according to law; and
I will well and truly serve the people of Queensland in the office of (portfolio title) (or, for an acting Minister of the State—acting in the office of (portfolio title)).
So help me God! (or omitted for an affirmation). »

— Oath or affirmation of allegiance and of office tel qu'inscrit dans le schedule 1

##### Exercice de fonctions ministérielles autres que par le ministre d'origine
L'article 45 de la Constitution dispose que le Gouverneur ou le Premier ministre peut demander à un ministre d'exercer les fonctions d'un autre ministre pendant une durée maximum de 14 jours.
Selon l'article 46, le gouverneur peut désigner, par proclamation, un membre de l'Assemblée législative aux fonctions de ministre si :
- le ministre titulaire du portefeuille est absent de l’État dans le cadre de l'exercice de ses fonctions,
- le ministre bénéficie d'un congé pour cause de maladie[35].

#### Conseil exécutif

##### Nomination et fin des fonctions
Le Conseil exécutif se compose de personnes nommées par le Gouverneur par un document portant le sceau de l’État. Chaque membre du Conseil exécutif doit prêter serment d'allégeance (ou « affirmation ») et jurer de non-divulgation. Le serment est le suivant :

« I, ...(name)..., do sincerely promise and swear (or, for an affirmation—do sincerely promise and affirm) that 
I will, to the best of my judgment and ability, faithfully advise and assist the Governor or other officer performing a function or exercising a power of the Governor as Deputy Governor or Acting Governor, in all matters brought under my consideration as a member of the Executive Council of Queensland; and
'I will not disclose the confidential deliberations of the council.
So help me God! (or omitted for an affirmation). »

— Oath or affirmation of allegiance and of office tel qu'inscrit dans le schedule 1
L'article 49 dispose qu'un mandat de membre du Conseil exécutif prend fin pour deux raisons :
- la démission du membre, ou
- le renvoi de cette personne par le Gouverneur du Queensland.

##### Fonctionnement
D'après l'article 50, le Conseil exécutif est présidé par le Gouverneur du Queensland. C'est ce dernier qui convoque les réunions.

#### Compétences de l’État (du Gouvernement exécutif)
D'après l'article 51 de la Constitution, l’État a les mêmes pouvoirs et capacités qu'un individu. Cette capacité s'étend sur deux niveaux :
- dans et hors du Queensland,
- mais aussi, dans et hors de l'Australie.

Les compétences de l’État comprennent aussi des compétences commerciales (dans ce cadre, le terme « État » fait référence à toutes les entités publiques.
En vertu des articles 53 et 54 l’État ou un ministre, agissant au nom de l’État, peuvent exercer des activités commerciales.

### Chapitre IV - Tribunaux
Le premier article de ce chapitre, l'article 56, définit les termes « judge » et « office ». Ce premier terme n'est utilisé que pour les membres de la Cour suprême du Queensland et de la District Court créées à l'article 57. Ces Cour existaient déjà auparavant, l'article ne fait que confirmer leur existence.
La juridiction de la Cour suprême, prévue à l'article 58, s'étend sur tout le territoire du Queensland. En tant que Cour du Commonwealth, elle a une juridiction illimité en droit et en équité.
Le Gouverneur désigne les juges. Ceux-ci doivent avoir exercé pendant 5 ans les fonctions de barristers ou de solicitors auprès de la Cour suprême. La durée du mandat de juge de la Cour suprême dure aussi longtemps que dure « leur bon comportement »,. Cependant, les juges de la Cour suprême doivent prendre leur retraite à 70 ans.
En vertu de l'article 61, le Gouverneur doit démettre de ces fonctions un juge à la demande (address) de l'Assemblée législative lorsque celui-ci a eu un comportement incompatible avec ses fonctions.

### Chapitre V - Revenus
L'article 65 de la Constitution prévoit qu'aucune taxe, imposition, taux, ou autre de l’État ne peut être prélevé si cela n'est pas autorisée par la loi.

### Chapitre VI - Territoires
L'article unique (article 69) du chapitre concerne les terres en friche (waste lands).

### Chapitre VII - Gouvernance locale
L'article 71(1) définit le gouvernement local (local government) comme étant un organe élu chargé de la gestion d'une partie du Queensland qui lui ait assigné. L'article 71(2) renvoie aux autres lois adoptées ou qui pourront être adoptées en application de cet article (sans les cités), par exemple : le Local Government Act 1993, le City of Brisbane Act 1924, le Community Services (Aborigines) Act 1984 et le Community Services (Torres Strait) Act 1984.

### Chapitres VIII, IX et X
L'article 80 du chapitre VIII dispose que lorsque le règne du souverain prend fin, la couronne est automatiquement transmise à ses héritiers (le mot héritier n'est pas en lui-même écrit, l'article parle d'« une personne »).
Les articles 81 à 94 du chapitre IX prévoyait les dispositions transitoires lors de l'entrée en vigueur de la Constitution.
Enfin, le chapitre X et son article unique (article 95) renvoi à une liste de lois abrogées par la Constitution.